# CyberLink
サイバーリンク（CyberLink Corp.、訊連科技）は、 Jau Huang によって1996年に設立された台湾新北市新店区に本社を置くコンピュータ・ソフトウェア会社である。
マルチメディア関連ソフトウエアの開発を手がけており、主な開発ソフトウエアはDVDおよびBlu-rayの再生ソフトである「PowerDVD」とビデオ編集ソフトの「PowerDirector」。
日本国内の販売やサポートは、日本支社であるサイバーリンク株式会社が担当する。

## 沿革

### CyberLink Corp.
1996年2月 - 設立
1996年12月 - 最初の製品 PowerVCD を発売。
1998年 - PowerDVD 発売開始
1998年6月 - 日本支社としてサイバーリンク株式会社を設立
1999年 - 北米支社を設立
2001年1月 - 欧州支社をドイツに設立

### サイバーリンク株式会社（旧）
1998年6月 - 設立
2005年3月31日 - 解散

### サイバーリンク トランスデジタル 株式会社
2005年（平成17年）4月1日 - CyberLink Corp.の国内総代理店として設立。サイバーリンク株式会社の行っていたエンドユーザ向けの販売等を引き継ぐ。
2005年（平成17年）8月 - トランスデジタル株式会社が株式の過半数を取得し子会社化
2007年（平成19年）4月12日 - 株式会社YOZANが買収し、子会社化
2009年（平成21年）2月2日 - サイバーリンク製品のサポート業務をサイバーリンク株式会社へ移管。
2020年（令和2年）1月9日 - 登記抹消。

### サイバーリンク株式会社
2005年（平成17年）3月 - CyberLink Corp.の100％出資子会社として設立。OEM向けビジネスを中心に行う
2007年度頃 - サイバーリンク トランスデジタル 株式会社が行っていたエンドユーザ向けの販売等も担当するようになる

## 主な製品
ソフトウェア
- PowerDVD - メディアプレイヤー
- PowerDirector - 動画編集ソフトウェア
- SoftDMA - ストリーミング形式のメディアプレイヤー
- Power2Go - ライティングソフトウェア
- PowerProducer - オーサリングソフト
- PhotoDirector - 写真編集ソフトウェア
- MediaEspresso - 動画変換ソフト
- MediaShow - デジタル写真管理編集ソフト
- YouCam - Webカメラソフト
- YouPaint - ペイントソフト
- LabelPrint - ディスクラベル作成ソフト
- Media Suite - マルチメディアソフトのセットパッケージ

## 主な技術
- SVRT - スマートレンダリング技術

## 運営するコミュニティサイト
- MoovieLive - PowerDVDユーザーのための映画コミュニティサイト
- DirectorZone - PowerDirecotorなどで使用可能なエフェクトやDVDメニューテンプレートなどをダウンロードできる。またユーザーが作成したものを同サイトを通じて共有することもできる。